# نادي ريد أروس
نادي ريد أروس هو نادي كرة قدم زامبي مقره يقع في العاصمة لوساكا. يلعب الفريق في الدوري الزامبي الممتاز. ويخوض النادي مبارياته على ملعب نكولوما الذي يتسع لحوالي 5 آلاف متفرج. سبق له أن فاز ببطولة الدوري المحلي مرة واحدة عام 2004 وكأس زامبيا عام 2007.